# 武富礼衣
武富 礼衣（たけどみ れい、1999年5月25日 - ）は、日本将棋連盟所属の女流棋士。女流棋士番号は60。佐賀県佐賀市出身。中田功八段門下。龍谷高等学校卒業、立命館大学総合心理学部卒業。立命館大学OIC総合研究機構客員研究員。
佐賀県出身の将棋棋士・将棋女流棋士は、戦前と戦後を通じて武富が初となる。

## 棋歴

### 女流棋士になるまで
幼稚園の頃、将棋を父と兄が指しているのを見て興味を抱き、将棋を始めた。兄も後年（2023年）のアマチュア名人戦の全国大会に出場するアマ強豪となった。ちなみに兄の得意戦法も穴熊である。
小学1年であった2006年、佐賀市で開催された「将棋の日」イベントに参加し、谷川浩司に6枚落ちの指導対局を受けたのをきっかけに将棋に熱中した。のちに師匠となる中田功が師範を務める福岡市の将棋道場に佐賀市から通い、棋力を磨いた。
中学生選抜将棋選手権全国大会に佐賀県代表として3年連続出場。また、第28回全国高等学校将棋竜王戦で佐賀県代表に入り、第51回全国高等学校将棋選手権大会で女子個人3位に入った。
2015年9月、中田功門下となり関東研修会へ入会（D1クラス）。
2016年2月28日に行われた2月第2例会で4連勝し、直近12局で9勝3敗としてC1クラスに昇級（入会後対局数36局）。女流棋士3級となるには研修会入会後の対局数が48局に達している必要があり、同年4月8日の4月第1例会で規定の対局数48局を満たし、女流棋士3級となる権利を得た。2016年1月に発足していた九州研修会への移籍（同2016年5月移籍）を経て、自身17歳の誕生日である2016年5月25日付で、関東所属の女流棋士3級となった。2年以内に女流2級に昇級すると正式な女流棋士と認定される。
女流3級1年目の成績は5勝7敗で、規定には届かなかった。これによって2年目での規定達成のためには、期限までに6勝して「2年間で参加公式棋戦数の4分の3以上の勝星（11勝）を得る」を満たすか、女流1級昇級の条件を満たすことが必要となった。
2年目に入り、第11期マイナビ女子オープン予選では初戦敗退。第29期女流王位戦予選では2回戦で敗退。第40期女流王将戦では予選2回戦で敗退。上記3棋戦で2勝を挙げたのみで、本戦進出（女流1級昇級の条件）は果たせなかった。
第45期女流名人戦予選では1回戦と2回戦で勝利し、予選準決勝進出を決めると同時に（女流名人戦予選決勝進出で、女流1級昇級の条件を満たす）、公式戦通算勝ち数を9とした。
女流3級の仮資格（2年間）の期限が2018年5月に迫っており、武富は厳しい立場にあった。のちに武富は佐賀県知事を表敬訪問した際に、仮資格の期限が迫っていた当時の心境を次のように語った。

武富は2018年2月7日、第45期女流名人戦予選1組準決勝で岩根忍に勝利し予選決勝に進出、女流1級への昇級条件である「『女流棋士昇段級規定』の女流1級に該当した場合」の「女流名人戦予選決勝進出」を満たし、同日付で女流2級に昇級して正式な女流棋士となった。岩根はタイトル挑戦3回の実績を持ち、この前日、2月6日の第11期マイナビ女子オープン準決勝で、2017年度の女流棋戦で圧倒的な強さを見せている伊藤沙恵を破った強豪である。武富は、その岩根との対局を制して、正式な女流棋士となる念願を叶えたことについて、対局後に
と語っている。

### 女流棋士として
正式な女流棋士となってからの初対局は、2018年3月9日、第45期女流名人戦予選1組決勝、対戦相手は親友であり、同日に女流2級に昇級した小高佐季子で、勝った方が女流初段に飛付き昇段する一戦であった。武富は得意戦法の居飛車穴熊でこの対局を制して女流名人挑戦者決定リーグ入りを決め、「女流名人リーグ入り」の昇段規定により、同日付で女流2級から女流初段に飛付き昇段した。
2018年4月の立命館大学への進学に伴い、所属を関東から関西に移した。
2022年10月1日付で所属を再び関東に移した。
2025年5月7日、第5期女流順位戦B級の塚田恵梨花女流二段との対局に勝利し、「女流初段昇段後70勝」の昇段規定を満たし同日付で女流二段に昇段。

## 棋風
居飛車党で、得意戦法は居飛車穴熊。

## 人物
- 趣味はピアノ[8]。4歳でピアノを始め[12]、ピアノ講師を目指して練習に打ち込んでいた時期もあり[29]、女流棋士になってからもピアノを弾いて気分転換している[29]。
- 2018年2月7日、同日に同棋戦（第45期女流名人戦予選）で女流2級に昇級した小高佐季子（関東所属、小高が3学年下）は、同じく関東所属（研修会時代 - 高校卒業まで）であった武富が、佐賀から対局などで上京するたびに練習将棋を指し、何でも話し合える親友[29]。女流2級昇級を決めた日は、東京・将棋会館の近くのカフェで共にお祝いをした[7]。なお、普段から頻繁に連絡を取り合っている二人であるが、2月7日の時点で、次は女流名人挑戦者決定リーグ入り・女流初段昇段をかけた大勝負を戦うことが決まっていたため、3月9日の対局まで一切連絡を取らなかった[22]。
- 2021年12月20日提出期限の卒業論文執筆中に「ぎっくり首」に罹った。卒論期限まで3日しかなく首の凝りの激しさ、痛みを我慢しながら書き上げることに集中していたら、呼吸できないほどの痛みに襲われ、どうにか提出した後、タクシーで病院に行って、ぎっくり首（頸部筋筋膜炎）と診断された[30]。次対局日が迫っていて連盟に問い合わせたところ、その事情では不戦敗になる旨を告げられ、コルセットを巻いて対局に臨んだとのこと。首を曲げて前傾姿勢ができないため、盤面全体を対局中に眺め続けなければなかったが、対局に勝利した[31]。
- 将棋と平行して母校の客員研究員に就任し、「脳内将棋盤」の研究を行っている[4]。
- 女流二段への昇段を果たした対局で「燃え尽き」、その日はスリッパのまま帰路に就いたことを自身のSNSで明かした[32]。

## 昇段・昇級履歴
研修会
- 2015年09月00日 ： 関東研修会 入会（D1クラス）[14]
- 2015年11月00日 ： C2クラス昇級[14]
- 2016年02月00日 ： C1クラス昇級（対局数36局）[14]
- 2016年04月00日 ： C1クラス在籍（対局数48局） = 女流3級資格[16]
- 2016年05月00日 ： 九州研修会 移籍（C1クラス）[17]

女流棋士
- 2016年05月25日 ： 女流3級（研修会C1クラス、武富17歳の誕生日）[8]
- 2018年02月07日 ： 女流2級（女流名人戦予選決勝進出 - 『女流棋士昇段級規定』の女流1級に該当した場合）[20]
0000年00月00日  ：（女流1級：飛び級）
- 2018年03月09日 ： 女流初段（女流名人リーグ入り／飛付き昇段、女流通算11勝10敗）[23][33]
- 2025年05月07日 ： 女流二段（勝数規定／女流初段昇段後70勝、女流通算81勝102敗）[28][34][35]

## 主な成績

### 棋戦優勝
非公式戦
- 白瀧あゆみ杯争奪戦 優勝1回（2023年 = 第17回）

### 在籍クラス
| 2021 | 1 | 順位決定トーナメント戦20位 | 順位決定トーナメント戦20位 | 順位決定トーナメント戦20位 | 順位決定トーナメント戦20位 | 順位決定トーナメント戦20位 |     |
| 2022 | 2 |                            |                            | B09                        |                            |                            | 4-5 |
| 2023 | 3 |                            |                            |                            | C01                        |                            | 5-3 |
| 2024 | 4 |                            |                            | B10                        |                            |                            | 4-5 |
| 2025 | 5 |                            |                            | B06                        |                            |                            |     |
| 女流順位戦の 枠表記 は挑戦者。右欄の数字は勝-敗(番勝負/PO含まず)。 順位戦の右数字はクラス内順位 ( x当期降級点 / *累積降級点 / +降級点消去 ) |   |                            |                            |                            |                            |                            |     |

### 年度別成績
- 2024年度
  - 年度成績：17局 4勝13敗・勝率0.2352 [36]
  - 通算成績：180局 80勝100敗・勝率0.4444 [37]

## 出演

### テレビ
- 相棒 season22 第15話（2024年2月7日、テレビ朝日）[38]